# Anna Deréky
Anna Deréky (n. 9 aprilie 1872, Pesta, Austro-Ungaria – d. 24 decembrie 1951, Mád, Districtul Szerencs, Borsod-Abaúj-Zemplén, Ungaria) a fost o artistă plastică maghiară, eleva sculptorului Alajos Strobl. În 1895, s-a căsătorit cu sculptorul János Fadrusz. N-au avut copii, a devenit văduvă în 25 octombrie 1903. A creat ilustrații, tapiserii, broderii, metaloplastie, bibelouri, busturi.

## Biografie
S-a născut într-o familie bogată și influentă. Tatăl István Deréky s-a căsătorit cu Antónia Hajnik. Sora tatălui s-a măritat cu tatăl istoricului și arhivarului Gyula Pauler, membru al Academiei Maghiare, prezent în majoritatea comisiilor care jurizau concursurile artistice.

## Participări la expoziții
- Expoziția Națională Millenium (1896): portrete în ulei sau pastel.
- Salonul de Iarnă (1897—98): Bust de bărbat, bronz; Bust de copil, ghips.
- Expoziția Internațională de Primăvară (1899): Bust de femeie, ghips; Portret de copil, pastel.
- Salonul de Iarnă (1899—1900): Bust de femeie, marmură.
- Expoziția Internațională de Primăvară (1901): Cap de copil, sculptură.
- Salonul de Iarnă (1901—1902): Bobiță, bust de copil, sculptură; Studiu, bust.
- Salonul de Iarnă (1903—1904): Bust de copil, ghips; Două busturi, ghips.
- Expoziția Internațională de Primăvară (1905): Bust de copil, ghips.
- Expoziția Internațională de Primăvară (1906): Puradeu, bust din ghips.
- Expoziția Internațională de Iarnă (1906—1907): Covor unguresc.
- Expoziția Internațională de Iarnă (1907—1908): Cap de copil care doarme, sculptură; Bust de bărbat, sculptură.
- Expoziția de Primăvară (1908): Cap de bărbat, sculptură.
- Expoziția Internațională de Iarnă (1908—1909): Cap de copil, ghips.
- Expoziția de Iarnă (1909—1910): Bust de bărbat, sculptură.
- Expoziția de Primăvară (1911): Cap de copil, sculptură.
- Expoziția de Iarnă (1912—13): Madame Osmin Laporte, soția consulului francez, sculptură; Contesa Wickenburg Stefánia, mama guvernatorului din portul Fiume, sculptură.[6]